# 衝突族
衝突族 (英: collisional family) は、衝突によって同じ起源を持つと考えられている天体のグループである。似たような組成を持ち、またほとんどは似たような軌道要素を持つ。
既知の衝突族、または衝突族であると疑われる天体には、多くの小惑星族、ほとんどの外惑星の不規則衛星、地球と月、準惑星の冥王星、エリス、ハウメア及びそれらの衛星がある。